# Chunlimón

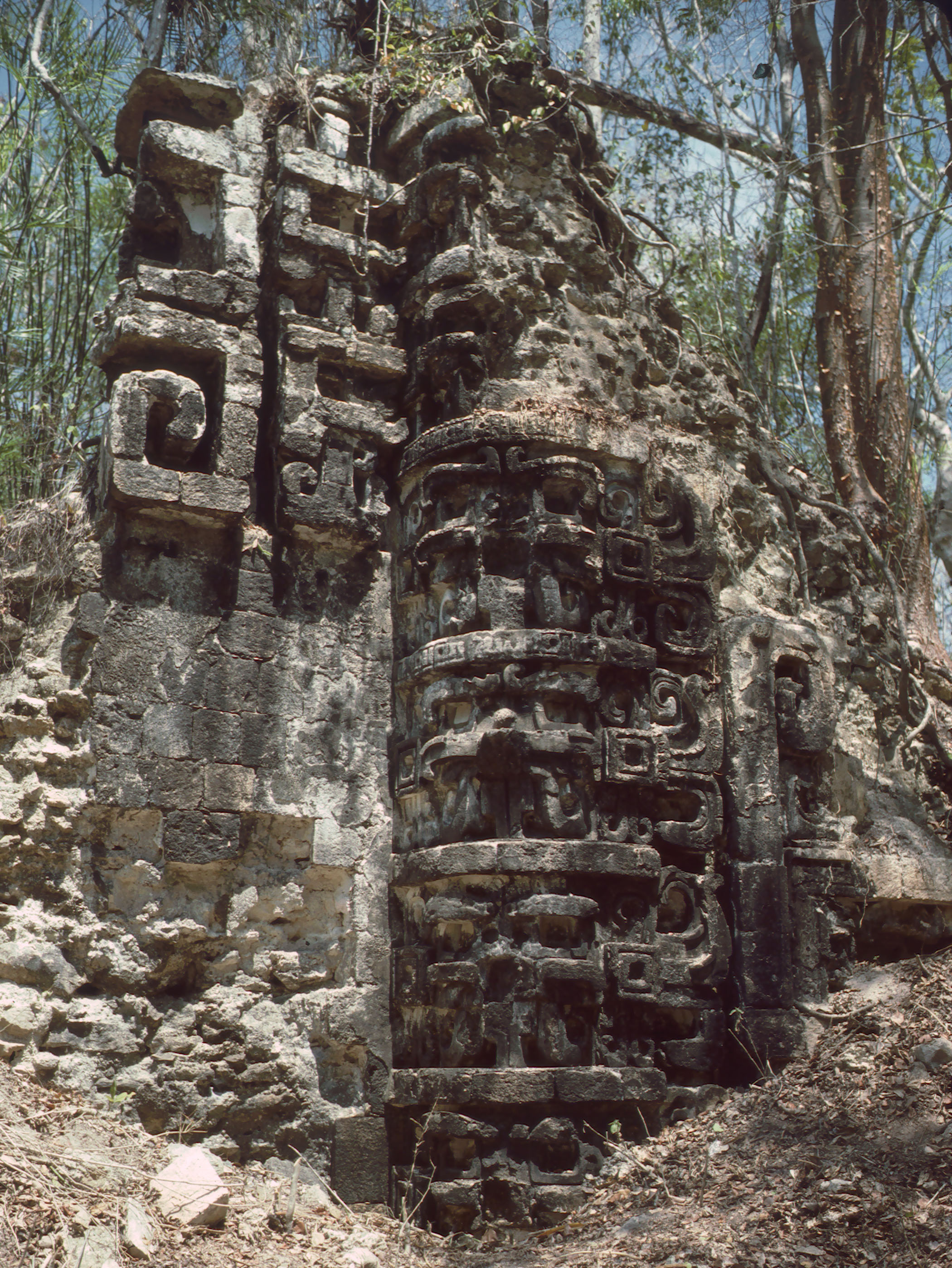
(à gauche) une partie conservée de l'entrée de la gueule de serpent

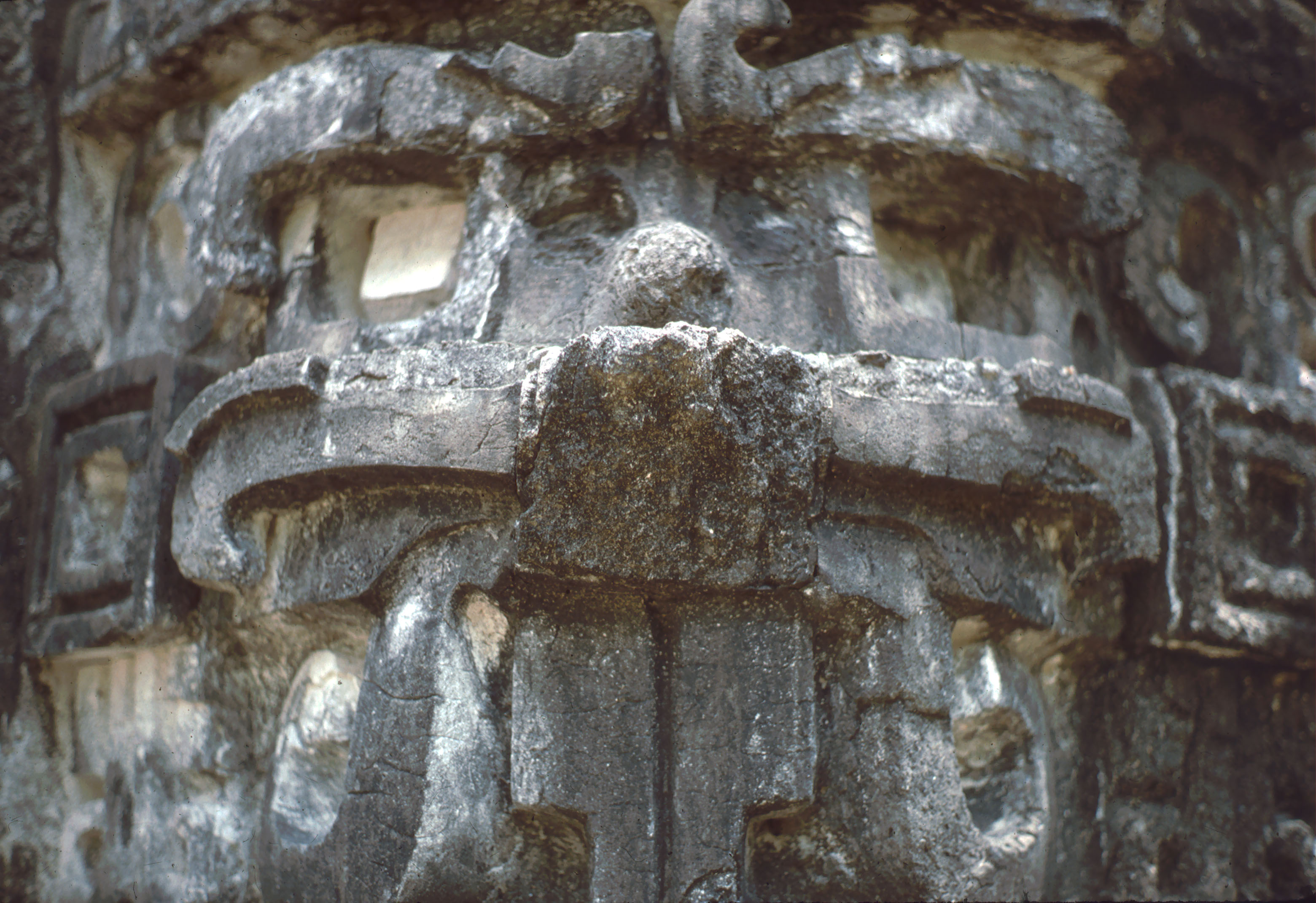
Masque Chac

Chunlimón est un ensemble peu connu de ruines Mayas du Mexique situé sur la péninsule du Yucatan dans l’État de Campeche, à environ 20 kilomètres à l'est du village de kankabchen.

## Description
Ces ruines se rattachent au style Chenes. L'explorateur Teobert Maler en fit une première courte description et en rapporta la première photographie. La partie préservée de la gueule d'un serpent est ornée d'une cascade de masques Chac. La maçonnerie très précise avec des joints minimes évoque la technique du style Rio Bec, centré environ 80 kilomètres plus au sud. Outre ce bâtiment existent plusieurs autres bâtiments fortement endommagés ainsi qu'une grande pyramide. Aucune fouille archéologique n'a encore été menée sur le site.

## Référence
- (de) Cet article est partiellement ou en totalité issu de l’article de Wikipédia en allemand intitulé « Chunlimón » (voir la liste des auteurs).